# Nancy Drew: Ghost Dogs of Moon Lake
Nancy Drew: Ghost Dogs of Moon Lake — сьома частина серії пригодницьких ігор про Ненсі Дрю від студії Her Interactive. Гра доступна для платформ Microsoft Windows. Вона має рейтинг ESRB E за моменти легкого насильства та небезпеки. Гравці беруть на себе роль вигаданого детектива-аматора Ненсі Дрю від першої особи та повинні розкрити таємницю, допитуючи підозрюваних, розв'язуючи головоломки та знаходячи докази. Ігровий процес складається з двох рівнів, включаючи режим молодшого та старшого детектива. Кожен режим пропонує різний рівень складності головоломок і підказок, але жодна з цих змін не впливає на власне сюжет гри. Гра вільно заснована на двох книгах, «Історії про привидів Ненсі Дрю: Примарні пси Шепотливих дубів» (1989) та «Таємниця при місячному сяйві» (2002).

## Сюжет
Саллі Макдональд, подруга батька Ненсі Дрю, нещодавно придбала будинок на Місячному озері в Пенсильванії. Це колишня резиденція гангстера часів сухого закону, на ім'я Міккі Малоун. Саллі втекла з будинку в жаху тієї ж ночі, коли Ненсі приїхала в гості. За словами Саллі, щоночі на її будинок нападає зграя собак-привидів з палаючими очима і жалібним виттям. Вважається, що це привиди чотирьох вірних ротвейлерів Мейлонів. Вони нібито зникли в лісі в день арешту Мейлоуна і більше їх ніхто не бачив живими. Ненсі шукає правду про яскраву історію Міккі Малоуна серед чуток про закопане золото.[джерело?]

## Персонажі
Ненсі Дрю — Ненсі — 18-річна детектив-любителька, яку друг її батька попросив допомогти розкрити справу в Мун-Лейк, штат Пенсильванія. Це єдиний персонаж, яким можна грати.
Ред Нотт — завзятий бьордвотчер, який спить вдень, щоб мати змогу вигукувати птахів вночі. Він не довіряє туристам, вбачаючи в них загрозу для природної екосистеми Місячного озера. Він недолюблює Ненсі через її гучну, допитливу манеру поведінки та дивні нещасні випадки, які її переслідують.
Емілі Гріффен — Емілі — привітна власниця крамниці Ем на Місячному озері. Вона є балакучим джерелом інформації та продає у своїй крамниці майже все, що є під сонцем. Її антикваріат рідкісний, але вона може використовувати підозрілі методи, щоб отримати його.
Джефф Ейкерс — рейнджер Ейкерс — єдиний рейнджер, який відповідає за державний парк Мун-Лейк. Він має суворий характер і отримує задоволення від того, що виписує штрафи та стежить за дотриманням правил парку, що зробило його непопулярним серед мешканців Мун-Лейк. Купівля Саллі старого будинку Мейлонів зруйнувала його надію на те, що департамент парків викупить цю власність і збільшить територію парку.[джерело?]

## Акторський склад
Ненсі Дрю — Лані Мінелла
Емілі Гріффен — Кеті Кляйн
Джефф Ейкерс — Скотт Плюскелек
Ред Нотт — Девід С. Хоган
Саллі Макдональд — Кері Хілі
Вівіан Бернетт Вітмор — Маргарет О'Меллі
Бесс Марвін — Аліса Мюррей
Джордж Фейн — Морін Нельсон
Френк Гарді — Джошуа Сілва
Джо Гарді — Роб Джонс
Євстахія Андропова — Альона Сондерс

## Реакція критиків
Згідно з даними PC Data, протягом 2003 року в Північній Америці було продано 51 645 копій Ghost Dogs of Moon Lake. У Сполучених Штатах комп'ютерна версія Ghost Dogs of Moon Lake була продана в кількості від 100 000 до 300 000 одиниць до серпня 2006 року. Сукупні продажі серії пригодницьких ігор про Ненсі Дрю досягли 500 000 копій у Північній Америці на початку 2003 року, а комп'ютерні версії досягли 2,1 мільйона продажів лише у Сполучених Штатах до серпня 2006 року. Відзначаючи цей успіх, Едж назвав "Ненсі Дрю" "потужною франшизою".
Чарльз Герольд з The New York Times написав, що Ghost Dogs of Moon Lake "не найкраща і не найгірша [гра про Ненсі Дрю], але її відрізняє від інших незрозумілий недолік дизайну: вона фактично вирішує багато головоломок за вас". Джон Моран з Lawrence Journal-World описав гру, як і "Ненсі Дрю: Таємниця червоної руки", як "добре продуману, захопливу і веселу", додавши, що "анімація вражає [і] вираз обличчя, жестикуляція, навіть голоси є реалістичними".